# Stokely Mason
Stokely Mason (né le 24 octobre 1975 à Barataria à Trinité-et-Tobago) est un footballeur international trinidadien, qui évoluait au poste de milieu de terrain.

## Biographie

### Carrière en sélection
Avec l'équipe de Trinité-et-Tobago, il joue 61 matchs (pour 4 buts inscrits) entre 1996 et 2004. Il figure dans le groupe des sélectionnés lors des Gold Cup de 1998, de 2000 et de 2002.

## Palmarès
| Joe Public - Championnat de Trinité-et-Tobago (1) : - Champion : 1998. - Coupe de Trinité-et-Tobago : - Finaliste : 1999 et 2000. - CFU Club Championship (2) : - Vainqueur : 1998 et 2000. |  | Deportivo Saprissa - Copa Interclubes UNCAF : - Finaliste : 2001. |  | W Connection - Championnat de Trinité-et-Tobago : - Vice-champion : 2003. - Coupe de Trinité-et-Tobago : - Finaliste : 2003. - Coupe FCB de Trinité-et-Tobago : - Finaliste : 2003. - CFU Club Championship : - Finaliste : 2003. |

| San Juan Jabloteh - Coupe Pro Bowl de Trinité-et-Tobago : - Finaliste : 2004. |  | North East Stars - Coupe de Trinité-et-Tobago : - Finaliste : 2006. |